# Xã Pine River, Michigan
Xã Pine River (tiếng Anh: Pine River Township) là một xã thuộc quận Gratiot, tiểu bang Michigan, Hoa Kỳ. Năm 2010, dân số của xã này là 2.279 người.